# كيان رونان
كيان رونان (بالإنجليزية: Kian Ronan)‏ هو لاعب كرة قدم بريطاني، ولد في 9 مارس 2001 في جبل طارق في المملكة المتحدة.

## وصلات خارجية
- كيان رونان على موقع الاتحاد الدولي (مؤرشف)  (الإنجليزية)
- كيان رونان على موقع الاتحاد الأوربي (الإنجليزية)
- كيان رونان على موقع قاعدة بيانات كرة القدم.إي يو (الإنجليزية)
- كيان رونان على موقع ناشيونال فوتبول تيمز (الإنجليزية)
- كيان رونان على موقع Soccerbase.com (لاعب) (الإنجليزية)
- كيان رونان على موقع Soccerway.com (الإنجليزية)
- كيان رونان على موقع عالم كرة القدم.نت (الإنجليزية)